# André Cardinal Destouches
André Cardinal, llamado Destouches (París, 6 de abril de 1672 - París, 7 de febrero de 1749), fue un compositor francés de la época barroca. 

## Biografía
Hijo de un rico hombre de negocios, Étienne Cardinal, «seigneur des Touches», fue instruido por los jesuitas en el Collège Louis-le-Grand. Con un preceptor fue enviado en misión a Siam en 1687. Vuelto a Francia un año más tarde, ingresó en la armada y participó en el asedio de Namur en 1692, descubriendo su talento musical en el campo de batalla. Abandonó entonces la armada para seguir sus aspiraciones musicales y realizó su enseñanza musical con André Campra, a quién reemplazará a su muerte en el puesto de superintendente de la música.
La ópera Issé de Destouches fue interpretada en Fontainebleau para Luis XIV en 1697. El rey quedó impresionado y dijo haber apreciado su música tanto como la de Jean-Baptiste Lully. En 1713 le nombró «Inspecteur général» de la Académie Royale de Musique. El apoyo real continuó con Luis XV.

## Obras
- 1697 - Issé, pastoral heroica, con libreto de Antoine Houdar de la Motte.
- 1699 - Amadis de Grèce, tragedia lírica con libreto de la Motte.
- 1701 - Omphale, tragedia lírica con libreto de La Motte.
- 1712 - Callirhoé, tragedia lírica con libreto de Pierre-Charles Roy.
- 1718 - Sémiramis, tragedia lírica con libreto de Pierre-Charles Roy.
- 1721 - Les Élémens, ópera-ballet, en colaboración con Delalande, con libreto de Roy.
- 1726 - Les Stratagèmes de l'Amour, ballet heroico con libreto de Roy.